# Bauchatmung

Zwerchfellatmung

Die Bauchatmung (Abdominalatmung) oder auch Zwerchfellatmung (Diaphragmalatmung) ist eine normale, ruhige Form der Lungenbelüftung (Ventilation). Den eher durch Bewegungen des Brustkorbes dominierten Atmungstyp nennt man Brustatmung.
Das Einatmen erfolgt bei der Bauchatmung durch das Zusammenziehen (Kontraktion) des Zwerchfells, wodurch der Unterdruck im Pleuraspalt verstärkt wird. Diesem Unterdruck folgend wird die Lunge ausgedehnt und dadurch wird Luft angesaugt. Das Ausatmen erfolgt bei dieser Atemtechnik durch das Entspannen des Zwerchfells, wodurch sich die Lunge aufgrund der Eigenelastizität zusammenzieht und die Luft „auspresst“. Bewusst kann die Ausatmung durch die Anspannung der Bauchmuskeln unterstützt werden.
Diese Form der Atmung wird unbewusst eingesetzt, wenn der menschliche Körper entspannt ist, beispielsweise beim Sitzen oder Schlafen, sowie von Kleinkindern und alten Menschen. Bewusst wird die Bauchatmung von geübten Sängern und Blasmusikern zur Atemstütze sowie als wichtiger Bestandteil in vielen asiatischen Kampfkünsten und bei einigen Formen des Yoga eingesetzt. Dadurch, dass nur ein geringer Anteil der Atemmuskulatur aktiv ist, wird weniger Energie verbraucht als bei der Brustatmung. Der Blutdruck wird gesenkt und die Verdauung durch die Massage der Eingeweide gefördert. Außerdem wird durch den Unterdruck im Bauchraum der venöse Rückstrom gefördert, da sich dieses Druckgefälle bis auf die untere Hohlvene (Vena cava inferior), welche in den rechten Vorhof des Herzens mündet, fortsetzt. Daher ist die Bauchatmung auch bei chronisch obstruktiven Lungenerkrankungen empfehlenswert.
Bei der Brustatmung findet gegenüber der Bauchatmung ein intensiverer Gasaustausch statt. Unter Belastung ist eine Kombination beider Atemtypen optimal für eine gute Sauerstoffversorgung und rasche Abgabe von Kohlenstoffdioxid.